# Colisão inelástica
Colisão inelástica é um tipo de colisão na qual a energia cinética do sistema não é conservada. No tempo de impacto (contato), a energia cinética se transforma parcialmente em energia potencial, que é armazenada, e parcialmente se dissipa na forma de calor, efeito joule e energia sonora e é utilizada nas deformações permanentes.

## Relação com coeficiente de restituição
Sendo o coeficiente de restituição ({\displaystyle e}) a razão entre as velocidades de afastamento e aproximação dos corpos em colisão, a colisão inelástica será definida no caso em que {\displaystyle 0\leq e<1}, onde {\displaystyle e>0} e {\displaystyle e=0} determinam, respectivamente, os casos de colisão parcialmente inelástica e colisão perfeitamente inelástica.
A fórmula do coeficiente de restituição é dada por:
{\displaystyle C_{R}={\frac {V_{f}}{V_{i}}}} 

## Fórmula
A fórmula da velocidade após uma colisão em uma dimensão é:
{\displaystyle v_{a}={\frac {C_{R}m_{b}(u_{b}-u_{a})+m_{a}u_{a}+m_{b}u_{b}}{m_{a}+m_{b}}}}
{\displaystyle v_{b}={\frac {C_{R}m_{a}(u_{a}-u_{b})+m_{a}u_{a}+m_{b}u_{b}}{m_{a}+m_{b}}}}
onde
va é a velocidade final do primeiro objeto após o impacto
vb é a velocidade final do segundo objeto após do impacto
ua é a velocidade inicial do primeiro objeto depois do impacto
ub é a velocidade inicial do segundo objeto após o impacto
ma é a massa do primeiro objeto
mb é a massa do segundo objeto
CR é o coeficiente de restituição; se o valor dele é 1, nós temos uma colisão elástica; se o valor dele é 0 nós temos uma colisão perfeitamente inelástica.
No centro de massa do momento a fórmula se reduz para:
{\displaystyle v_{a}=-C_{R}u_{a}}
{\displaystyle v_{b}=-C_{R}u_{b}}

## Colisão perfeitamente inelástica
Uma colisão perfeitamente inelástica ocorre quando a quantidade máxima de energia cinética de um sistema é perdida. Numa colisão perfeitamente inelástica, isto é, um coeficiente de restituição zero, as partículas em colisão ficam juntas. Em tal colisão, a energia cinética é perdida ao unir os dois corpos. Essa energia de ligação geralmente resulta em uma perda máxima de energia cinética do sistema. O momento linear é conservado quando não há forças externas inferindo no sistema.
Nesse caso a velocidade final é dada por: 
{\displaystyle v={\frac {m_{a}u_{a}+m_{b}u_{b}}{m_{a}+m_{b}}}}

## Colisão parcialmente inelástica
Colisões parcialmente inelásticas são a forma mais comum de colisões no mundo real. Nesse tipo de colisão, os objetos envolvidos nas colisões não permanecem juntos, mas alguma energia cinética ainda é perdida. Atrito, som e calor são algumas das maneiras pelas quais a energia cinética pode ser perdida através de colisões inelásticas parciais.